# Conde de Borba
Conde de Borba foi um título nobiliárquico português criado duas vezes.

## Primeira criação
Título criado por D. João II de Portugal, por carta de 16 de março de 1486, a favor de D. Vasco Coutinho, 1.º conde de Redondo (16 de Março de 1486).

## Segunda criação
Título criado por D. Pedro II de Portugal, por carta de 11 de Maio 1704, a favor de D. José Pedro Pereira Carvalho Nunes, descendente de Nuno Álvares Pereira.
Usaram o título
1. D. José Pedro Pereira Carvalho Nunes
2. D. Pedro Jorge Manuel Pereira Carvalho Nunes
3. Sebastião José de Carvalho Melo e Daun (1785-1834), também 4.º Conde de Oeiras
4. João José Maria de Carvalho de Albuquerque Daun e Lorena (1817-1823), também 5.º Conde de Oeiras
5. Manuel José Jorge de Carvalho Melo e Daun de Albuquerque Sousa e Lorena (1821-1886), também 6.º Conde de Oeiras
6. Sebastião José de Carvalho e Melo Daun Albuquerque da Silva e Lorena (1849-1874), também 7.º Conde de Oeiras
7. António de Carvalho Melo e Daun de Albuquerque e Lorena (1850-1911), também 8.º Conde de Oeiras

Após a implementação da República e o fim do sistema nobiliárquico, tornou-se pretendente ao título José Jorge António Carvalho Melo e Daun de Albuquerque e Lorena (1896-1949).